# Lycaste luminosa
Lycaste luminosa là một loài thực vật có hoa trong họ Lan. Loài này được Oakeley mô tả khoa học đầu tiên năm 1991.